# Gornjokinabatanganski jezik
Gornjokinabatanganski jezik (sungai milian; ISO 639-3: dmg), austronezijski jezik s gornjih pritoka rijeke Kinabatangan i distriktima Lahad Datu i Sandakan, u malezijskoj državi Sabah.
Jedan je od tri jezika istoimene podskupine paitanskih jezika. Ima nekoliko dijalekata: kalabuan (kolobuan), makiang, dusun segama (saga-i, soghai, segai) i sinabu’ (sinabu).

## Vanjske poveznice
- Ethnologue (14th)
- Ethnologue (15th)